# Reiner Kunze
Reiner Kunze (Oelsnitz, Erzgebirgskreis, Alemanha, 16 de agosto de 1933) é poeta e escritor. Foi dissidente e crítico do regime stalinista da República Democrática Alemã, sendo tradicionalmente comparado a Bertolt Brecht por sua oposição ao totalitarismo e pela concisão formal da sua poesia.

## Biografia
Reiner Kunze nasceu em 16 de agosto de 1933 nas montanhas de Erzgebirge em Oelsnitz localizado no sudoeste da Alemanha. Filho de mineiros, Kunze é considerado um dos principais escritores alemães recebendo vários prêmios. Na infância sofria de uma freqüente alergia. Como vivia na Alemanha Oriental (República Democrática Alemã), em 1947 ingressou numa escola para filhos de trabalhadores que possuía o melhor sistema de ensino feito no momento. Dois anos mais tarde, tendo uma orientação para o realismo socialista, o diretor de sua escola o propôs como canditado a ser aceito como membro do Partido Socialista Alemão (SED), o que era visto como uma honra na época, já que nem todos que desejavam eram aceitos como membro do SED. Entretanto, conforme o tempo foi passando e suas idéias foram se tornando mais autônomas, Reiner Kunze começou a se distanciar cada vez mais do Partido Socialista.
Kunze estudou filosofia e jornalismo na Universidade Karl Marx em Leipzig. Seu primeiro poema foi publicado em 1953 na Neue Deutsche Literatur (Nova Literatura Alemã). Em 1955, após a conclusão de sua graduação, Kunze se tornou professor assistente na faculdade de jornalismo da Universidade Karl Marx. Neste período apareceu seu primeiro volume de poemas sob o título de Vögel über dem Tau (Pássaros sobre a corda).
Em 1959, Kunze foi acusado de despolitizar os estudantes da Alemanha Oriental e foi obrigado a abandonar a Universidade Karl Marx sem sequer ter defendido sua tese de doutorado. Em vista disso, ele trabalhou temporariamente como auxiliar de metalúrgico em uma oficina de mecânica pesada. 
De 1961 a 1962 Reiner Kunze visitou com muita freqüência a Tchecoslováquia e tentou primeiramente ser um tradutor do alemão. Ele conheceu neste país uma médica chamada Elisabeth Littnerova e em 1961 casou-se com ela. Em 1962 Kunze retornou à Alemanha Oriental e de agora em diante trabalhou como um livre escritor em Leiningen perto de Greiz (Thüringen). Em um ato de muita coragem pelo contexto de autoritarismo que havia na Alemanha Oriental, em 1968 Kunze deixou o Partido Socialista Alemão em protesto contra a invasão da Tchecoslováquia na sequência do Pacto de Varsóvia.
A publicação de um volume composto de 48 poemas em 1969, intitulado Sensible Wege (Caminhos sensíveis) não foi aceito pelos órgãos governamentais que controlavam a produção cultural na Alemanha Oriental, denotando com isso toda a resistência da cultura burocrática da Alemanha Oriental. Para Kunze seus trabalhos ficaram cada vez mais difíceis de serem publicados. Seu amigo Heinz Knobloch pôde fornecer-lhe pelo correio pequenas trabalhos para resenhas. Neste período surgiram resenhas sob o pseudônimo Jan Kunz e Alexander Ludwig. Em 1970, quando seu livro infantil Der Löwe Leopold: Fast Märchen, fast Geschichte (O leão Leopoldo: quase conto quase história) foi publicado, Kunze foi censurado através do procedimento criminal da ordem e os exemplares pessoais do autor foram apreendidos.
Em 1976 seu livro de prosas intulado Die Wunderbaren Jahre (Os Anos Maravilhosos) foi publicado na Alemanha Ocidental (República Federal Alemã). Nele Reiner Kunze criticou duramente o sistema da Alemanha Oriental. Devido a esta atitude dissidente, o autor foi expulso da federação de escritores deste país. Em abril de 1977, devido à crescente repressão do Estado oriental contra Reiner Kunze e sua família, ele fez um pedido de desligamento da República Democrática Alemã e dentro de três dias o pedido foi aprovado e o autor mudou-se no dia 13 de Abril do mesmo ano para o lado capitalista, a Alemanha Ocidental.
Seu livro Die Wunderbaren Jahren em 1978 foi adaptado para um roteiro de cinema que foi desenvolvido no ano seguinte. Em 1981 publcou seu primeiro volume de poemas após ter mudado da Alemanha Oriental intitulado Auf eigene Hoffnung.
O escritor alemão também foi um dos críticos da reforma da ortografia alemã de 1996. Ele foi um dos ilustres alemães que assinou o documento Frankfurter Erklärung para boicotar esta reforma. Sobre esta questão surgiram algumas poucas contribuições e seu memorando Die Aura der Wörter contra a reforma ortográfica de 1996.
Reiner Kunze é membro da Bayrischen Akademie der Schönen Künste (Acadamia de Belas Artes da Baviera); Deutschen Akademie für Sprache und Dichtung (Academia Alemã para a Língua e Poesia); Freien Akademie der Künste Rhein-Neckar(Livre academia de Arte da região de Rhein - Neckar); e Sächsischen Akademie der Künste (Acadima saxônica de arte). Kunze é membro de honra da Universidade Friedrich-Schiller de Jen; da Sächsischen Literaturrates (literatura saxônica); da Freien Deutschen Autorenverbandes; da Ungarischen Schriftstellerverbandes(Federação Húngara de Escritores) e da Neuen Fruchtbringenden Gesellschaft zu Köthen/Anhalt – (Associação para Cuidar da Língua Alemã). Atualmente ele vive como um escritor em Erlau.

## Características da obra
Sendo considerado tradicionalmente um discípulo de Bertolt Brecht, seus poemas são críticos e, naturalmente, não se dirigem aos ideais socialistas em si. Porém, de maneira mais velada que a crítica feita por seu antecessor, dirige sua crítica contra o totalitarismo e o autoritarismo, da mesmo forma que aquele, sendo temas frequentes em sua poesia a censura e o silêncio.
Escrevendo uma poesia "rigorosamente lacônica", Kunze, da mesma forma que muitos poemas de Brecht, se aproxima da poesia oriental, utilizando imagens plásticas, frequentemente. Sua maneira de figurar a realidade, muitas vezes a expressa de modo minimalista, outras vezes lembra os poemas de Emily Dickinson, pela forma como compara o homem e a natureza, humanizando esta última, atribuindo-lhe idéias e sentimentos humanos.
No seu muito citado poema "O ocaso da arte" o poeta fala de uma repressão dissimulada, que termina por matar o artista ao silenciá-lo, simbolizado pelo "Urogalo", galo selvagem em processo de extinção quando o poema foi escrito. O "opressor", hipócrita, com um discurso falsamente amigável, representado pela "Coruja" (um ser da noite e também símbolo da sabedoria) coage o Urogalo a não cantar mais ao nascer do sol. Uma situação que seria possível, analogicamente, a um funcionário estatal ou privado em qualquer país do mundo capitalista, por exemplo.
Criticando de forma indireta o regime stalinista da República Democrática Alemã, Reiner Kunze foi muito além disso, exemplificando a eterna problemática do ser e suas necessidades interiores, como a necessidade de expressão, subjugadas por um sistema opressor, no caso da sua vivência, uma burocracia estatal.

## Obras publicadas
Lista não exaustiva das obras publicadas por Reiner Kunze:
- Die Zukunft sitzt am Tische, [O futuro senta-se a mesa]; poesia, Mitteldeutscher Verlag, Halle (Saale), (zusammen mit Egon Günther), 1955.
- Vögel über dem Tau [Passaro sobre a corda]; Liebesgedichte und Lieder. Mitteldeutscher Verlag, Halle (Saale), 1959.
- Fragen des lyrischen Schaffens [Questões do trabalho lírico]; Halle an der Saale, VEB Verlag Sprache und Literatur (Beiträge zur Gegenwartsliteratur Heft 18), 1960.
- Widmungen [Dedicações]; poesia, Bad Godesberg, Hohwacht Verlag 1963.
- Die guten Sitten [Os bons constumes]; Mitteldeutscher Verlag, Halle Saale, Feuilletons (em coautoria com Heinz Knobloch), 1964.
- Sensible Wege, [Caminhos sensíveis]; 1969.
- Der Löwe Leopold, fast Märchen, fast Geschichten [Leão Leopoldo, quase conto quase história], 1970.
- Zimmerlautstärke; 1972.
- Brief mit blauem Siegel [Carta com selo azul]; 1973.
- Die Wunderbaren Jahre [Os anos maravilhosos]; prosa, 1976.
- Auf eigene Hoffnung; poesias, 1981.
- Gespräch mit der amsel [Discussão com Melro]; poesias, 1984.
- Eines jeden einziges Leben; poesia, 1986.
- Das weiße Gedicht [O poema branco]; ensaios, 1989.
- Deckname Lyrik; documentos, 1990.
- Wohin der Schlaf sich schlafen legt [Onde o sono põ-se para dormir]; poesia para crianças, 1991.
- Am Sonnenhan; diário de um ano, prosa autobiográfica, 1993.
- Wo Freiheit ist…, Gespräche [Onde está a liberdade…, discussões], 1977-1993, 1994.
- Ein Tag auf dieser Erde, [Um dia nesta terra] poesia, 1998.
- Steine und Lieder, Namibische Notizen und Fotos, [Pedras e canções, notas da Namíbia e fotos] 1996.
- Der Kuß der Koi [O Beijo de Koi]; prosa e fotos, 2002.
- Die Aura der Wörter [A Aura das Palavras]; pensamentos, 2002.
- Wo wir zu Hause das Salz haben; traduções livres, 2003.
- Die Chausseen der Dichter; conversas sobre Peter Huchel e a poesia (coautoria de Mireille Gansel), 2004.
- Bleibt nur die eigene Stirn; conversas escolhidas, 2005.
- lindennacht; poesia, 2007.

## Poemas em português
Apesar da repercussão da obra do autor, pouco dela foi traduzida para o português. Alguns poemas de Reiner Künze foram traduzidos para o português e publicados no livro "Entre a guerra e o muro". Ainda assim, é possível encontrar algumas traduções dos seus poemas para o português e para o espanhol na web.